# KV7
KV7 es una tumba egipcia del llamado Valle de los Reyes, situada en la orilla oeste del Nilo, a la altura de la moderna ciudad de Luxor. Perteneció a Ramsés II el Grande, el tercer faraón de la dinastía XIX.

## Marco histórico
El  largo reinado de Ramsés II, (1289-1222 a. C., aproximadamente) está perfectamente documentado y es, de todos los faraones egipcios, uno de los que más vestigios ha dejado, tanto por su actividad constructora como por la documentación en papiro. 
Ramsés, además, erigió una nueva sede de gobierno en el Bajo Egipto, Pi-Ramsés. Esta ubicación coincidía con su interés en el control de la región de Canaán y, según algunos pero es una interpretación discutuida, para sustraerse a la influencia del poderoso clero tebano. 
En los primeros años de reinado, Ramsés reorganizó la administración y se dedicó a campañas militares contra los hititas. Después de la batalla de Qadesh, de resultado indeciso, firmó la paz con sus antiguos enemigos; uno de los tratados más antiguos que se conocen.
En la segunda mitad de su reinado, Ramsés II emprendió la construcción del Rameseo, los dos templos de Abu Simbel, la ampliación del complejo cultual de Karnak y de Abydos. Por esa misma época se comenzó la gran tumba de Ramsés II en el Valle de los Reyes y otra, vecina a ella, destinada a albergar a la mayor parte de su más de un centenar de hijos.
Como consecuencia de esta actividad constructora y de los gastos militares, el reinado de Ramsés II fue el origen de dificultades económicas que, pocas generaciones más tarde, derrumbarían a la dinastía y, como consecuencia, determinarían el final del período conocido como Imperio Nuevo. 

## Situación
KV7 está situada en la mitad norte de la necrópolis, al sur de KV2 y justo enfrente de KV6. También está muy próxima a los descansos eternos de los hijos de Ramsés II, en KV5 y KV8. Presenta muchas cualidades que la hacen destacar entre el resto de sepulcros del Valle de los Reyes. Podría decirse que es un híbrido entre las tumbas de la dinastía XVIII y las de la época ramésida.
Si bien no es la más grande de todas las tumbas, sí es la de mayor área (con la excepción de KV5, única en su género), y además es especial en cuanto a que retorna al diseño en planta de eje doblado —pues el resto de los reyes de las dinastías XIX y XX optaron por el pasaje recto— y numerosas cámaras anexas. Además, es la penúltima tumba del valle que presenta un pozo funerario. No obstante, ya se advierte en ella la escasa inclinación de los corredores y la forma de la sala de pilares que después imitarían casi todos los sucesores de este carismática faraón.
KV7 comienza con un corredor de entrada y tres más hasta llegar al pozo; tras él se encuentra la sala de pilares que comunica con una cámara lateral, a su vez anexa a un pequeño almacén. Seguidamente dos pasillos en forma de rampa de escasa pendiente conducen a la antecámara (. A su derecha esta la cámara sepulcral; enorme sala con ocho pilares y cuatro pequeñas cámaras laterales, así como dos habitaciones con dos pilares cada una, también de tamaño considerable. La habitación lateral tiene anexa dos más, una de ellas con pilares, cuya función no se conoce, pero probablemente serían construidas al ver la longevidad del rey y su lógico afán por acumular la mayor cantidad de efectos personales en su viaje al otro mundo.

## Decoración
Para su tumba, Ramsés II siguió la misma decoración que utilizaría su padre, Sethy I, aunque con evidentes ampliaciones. Desgraciadamente, la mala calidad de la piedra y las numerosas y violentas inundaciones que ha sufrido el lugar ha borrado en su mayor parte las pinturas, y ha cubierto de escombros toda la tumba, lo que nos ha privado de contemplar la que quizás fuera una de las tumbas más hermosas del Valle de los Reyes en toda su gloria.
Aun así, se pueden reconstruir en su mayor parte los frescos y casi todos los motivos que en su día adornaron la enorme tumba:
- El dintel de entrada del primer corredor, B, presenta, por primera vez, el disco solar flanqueado de las diosas Isis y Neftis. También se permite adivinar la diosa Maat acompañada del loto y del papiro, símbolos del Alto y Bajo Egipto.

- El pasillo B presenta partes de uno de los textos funerarios favoritos de los faraones del Imperio Nuevo, la Letanía de Ra, así como al propio Ramsés II ante Ra-Horajti. Este lugar ha sido de los más dañados por las inundaciones.

- La entrada del corredor C prosigue con la Letanía de Ra, pero el resto son escritos del Libro de los Muertos. Por su parte, el corredor C muestra en su entrada a los cuatro hijos de Horus: Amset, Hapy, Kebehsenuf y Duamutef,  y en su longitud se halla decorado con las horas cuarta y quinta del Libro del Amduat. Las inundaciones también han hecho estragos en estos lugares.

- El pozo funerario (E) contiene las horas sexta y duodécima del Amduat, así como a Ramsés II acompañado por algunos dioses que han sido borrados por los elementos naturales. Aun así, se distingue en una de las paredes la figura de la diosa Hathor.

- La decoración de la cámara de pilares, F, está muy castigada, pero se cree que en ella habría parte del Libro de las Puertas y escenas en las que aparecería, al menos, el dios Osiris. En las cámaras contiguas, Fa y Faa, la pintura está tan dañada que no podemos asegurar con certeza qué texto funerario o qué representación existió.

- Los pasillos G y H parecen mostrar el ritual de Apertura de la Boca, practicado a todos los muertos para que pudieran respirar en el Más Allá. Es curioso denotar de, al menos, un cartucho perteneciente a la esposa favorita del rey, Nefertari. Esta mujer jugó un papel tan importante en la vida del rey que no la olvidó jamás pese a sobrevivirla cuarenta años y casarse con muchas mujeres más.

- La antecámara contiene escenas del Libro de los Muertos en casi su totalidad. También aparece Ramsés II junto a dioses como Maat, Hathor, Horus, Anubis y Uadyet.

- Al llegar a la cámara sepulcral, observamos que no sólo ha sido dañada la pintura, sino también la estructura del lugar. Su enorme extensión favoreció que estuviera decorada por gran parte del Amduat y del Libro de las Puertas. También hay numerosas representaciones del difunto con dioses cuya identidad ha sido diluida por la furia de las inundaciones, así como numerosos amuletos y objetos rituales en las columnas, como el pilar dyed.

- En cuanto a las salas menores contiguas a la cámara sepulcral, la habitación Ja presenta partes del Libro de las Puertas; Jb y Je las horas duodécima y octava del Amduat; y Jf el infrecuente Libro de la Vaca Celestial. Solo en Je se pueden adivinar los rasgos de algunos dioses junto a Ramsés II: Osiris, Isis y Neftis. Por su parte, la pintura de la sala de pilares Jc ha sido muy dañada, y sólo se pueden adivinar esbozos de las horas sexta y séptima del Amduat, así como varias figuras masculinas.

- La habitación Jd y sus anexas Jdd y Jddd dejan ver restos del Libro de las Puertas, del Amduat y del Libro de los Muertos. Las figuras pintadas se distinguen con mucha dificultad, pero es posible identificar a Osiris, Isis, Neftis y Anubis, así como a los cuatro hijos de Horus, a los vasos canopes de Ramsés II (quizás se usara para este efecto Jddd) y a buitres, símbolo del Alto Egipto. La larga titulatura del difunto está también presente en Jdd.

Como la mayoría de la tumba estuvo abierta desde la Antigüedad, también hay varios grafitos de la época grecorromana. Sin embargo, no hay muestras de haber sido visitada en época copta, y sólo a partir del siglo XVIII parece que vuelve a resurgir el interés por KV7.

## Excavación
Muchas expediciones a lo largo de los tres últimos siglos han pasado por la tumba de Ramsés II, desde la organizada en tiempos de Napoleón en 1799 hasta la del Museo de Brooklyn en 1978, pasando por Champollion, Henry Salt, Lepsius o Harry Burton, trabajando este último para Theodore Davis. Pero, tarde o temprano, todos estos acabaron por desanimarse ante el estado de conservación de la tumba, la inmensa tarea de desescombro por la que tendría que pasar un lugar tan grande y por la improbabilidad de encontrar información u objetos interesantes.
Sin embargo, no todo lo referente a KV7 han sido fracasos y frustraciones. En 1993, una expedición francesa dirigida por Christian Leblanc comenzó la tarea de desescombro, excavación, conservación y epigrafía de la tumba de Ramsés II, el Grande; duros trabajos que continúan en la actualidad, y que han traído a la luz fragmentos de vasijas y equipamiento funerario.

## La momia real
Se cree que la primera incursión de ladrones de tumbas en KV7 fue en el año 29 del reinado de Ramsés III, más de cincuenta años después de que fuera sellada. Afortunadamente, el cadáver del faraón no sufrió ningún daño, y no sería hasta la dinastía XXI que sería trasladado a un lugar más seguro, destino que sufrieron prácticamente todos los reyes enterrados en el Valle.
Al parecer, antes de llegar al escondite de DB320 donde sería hallada su momia, el cuerpo de Ramsés II estuvo un tiempo en KV17, junto con los restos de su abuelo Ramsés I y su padre Seti I, el propietario de la tumba. Ya en el siglo XX, su momia ha sido la que más interés ha despertado entre las encontradas en Deir el-Bahari, siendo Ramsés II uno de los pocos faraones que ha viajado al extranjero para ser analizado por las más modernas técnicas, cuando en 1976 fue trasladado temporalmente al Museo del Hombre de París para atajar su deterioro debido a una infestación de hongos. 
La momia de Ramsés II muestra a un anciano nonagenario, el cual sufría de artritis que le curvaba la espalda, de coronilla calva y con los dientes desgastados. El estudio del cuerpo revela que el monarca tuvo una vejez llena de complicaciones óseas y vasculares que sin duda le impidieron dedicarse a sus obligaciones; se descubrió que paliaba sus dolores artríticos con infusiones de corteza de sauce —que contiene el mismo principio activo que la aspirina— y que murió por un absceso dental que se le infectó.
Las únicas huellas que quedan de su autoridad son su nariz aguileña y su más de metro setenta, que lo convertirían en vida en algo más de metro noventa, un auténtico coloso. El análisis de cabello ha demostrado también, para sorpresa de los expertos, que Ramsés II pudo ser pelirrojo, algo muy infrecuente en Egipto y que solía estar asociado al maligno dios Seth. 